# 真心
真心（まごころ）は、偽り・飾りや迷い・疑いなどのない真実の心や気持ちのこと。至誠・誠意。「真心を込める」「真心を尽くす」といったように使われる。

## 本居宣長と「真心」
本居宣長は自身の主張において「真心」という言葉を使用したが、その用法は現代の「真心」とは異なる。本居宣長は事物に触れて「うれしかなし」と感じることそのものが「心」というものの本性、すなわち「真心」であると主張した。そして、理論理屈ではなく「生まれながらの真心」に身を任せることで、事物の真実・真相（「道」）が捉えられると説いた。
また、日本人は「善悪是非」や「物の理」といった発想（「漢意」、からごころ）を漢籍などを通して身に付け「真心」や「大和魂」を失ってしまったと主張し、今日のその状況を慨嘆すると同時に、漢意を批判し、それを排除すべきだと説いた。宣長の言う「真心」には、美しい服を着たい、良い家に住みたい、宝が欲しいといった私利・欲望も含まれる。宣長はこれを「女々しい」と表現し、自身の欲望を統制しようとする男性的な儒教的精神を批判すると同時に、儒教的精神が人の心を歪めてしまうため、儒教の盛んな国では国を平和に治めることができていないとした。
そして、優れた歌や物語は「もののあはれ」を知ることで生まれると同時に、そのような作品は人々の「真心」に訴え、「真心」を鍛えていく。そのため、「漢意」に基づいた漢籍ではなく『古事記』や『日本書紀』、『源氏物語』、『万葉集』などの日本の書物を学ぶことで、「真心」を再形成できると主張した。

## その他
漢文における「至誠」を日本語で「真心」と訳することもある。孟子の「至誠而不動者、未之有也」（真心をもって接すれば、どんな人でも感動させないことはない）、王陽明の「至誠惻怛」（真心（至誠）と痛み悲しむ心（惻怛）こそ、人としての基本姿勢である）などが例として挙げられる。